# Mami Kaneda
Mami Kaneda (金田 真美 Kaneda Mami?), är en japansk tidigare fotbollsspelare.
Mami Kaneda debuterade för japans landslag den 22 oktober 1984 i en 2–6-förlust mot Australien. Hon spelade 3 landskamper för det japanska landslaget.